# Zosima Eremeev
Zosima Eremeev (născut Zotik Ioasafovici Eremeev; în rusă Зотик Иоасафович Еремеев; n. 12 ianuarie 1947, Sîrcova, raionul Rezina, RSS Moldovenească, URSS – d. 15 august 2023, Moscova, Rusia) a fost un episcop al Bisericii Ortodoxe Ruse de rit vechi, episcop de Don și Caucaz (din 2004 până în 2023).

## Biografie
S-a născut în satul Sîrcova, raionul Rezina, RSS Moldovenească (actualmente în același raion, R. Moldova), într-o familie numeroasă de rascolnici (lipoveni) ruși. După absolvirea școlii medii, a urmat școala profesională.
În anii 1970 a absolvit Seminarul Teologic din Moscova. După absolvirea seminarului, a fost trimis în Eparhia de Chișinău a Bisericii Ortodoxe Ruse, unde a devenit asistent de secretar și, în combinație, participa la corul Catedralei din Chișinău. Ulterior, a servit în satul Gubino, raionul Orehovo-Zuevo, regiunea Moscova. În 1990, mitropolitul de rit vechi al Moscovei și al întregii Rusii, Alimpii Gusev, l-a hirotonit preot în această biserică. A fost căsătorit, dar, de dragul acceptării demnității episcopale, a divorțat și a devenit călugăr.
La 21 octombrie 1993, mitropolitul Moscovei și al întregii Rusii (de rit vechi) l-a hirotonit episcop al Chișinăului și al întregii Moldove (de rit vechi). A activat în acest post până la 11 februarie 2004.
La 21 octombrie 2003 a scris un apel mitropolitului Alimpii cu o cerere de a fi admis în clerul Mitropoliei ruse de rit vechi din România, dar nu a fost repartizat în aceasta.
La 22 octombrie 2004 a fost numit episcop de Don și Caucaz.
După moartea mitropolitului (de rit vechi) Andrian Cetvergov, a fost considerat posibilul său succesor, însă, din cauza criticilor aduse precum că ar fi „avut puncte de vedere fundamentaliste, autoritare și vede Biserica ca o structură mult mai închisă și mai strictă față de membrii săi”, a adunat doar 23 din 245 de voturi în primul tur și a ocupat locul al treilea, la alegerile pentru funcția de șef al Bisericii Ortodoxe Ruse de rit vechi.
La 12 ianuarie 2017, mitropolitul (de rit vechi) Kornilii Titov l-a ridicat pe episcopul Zosima la rangul de arhiepiscop..